# Tadeusz Ślusarski
Tadeusz Ślusarski ps. „Ślusarz” (ur. 19 maja 1950 w Żarach, zm. 17 sierpnia 1998 pod Przybiernowem) – polski lekkoatleta, który specjalizował się w skoku o tyczce.
Trzykrotny uczestnik igrzysk olimpijskich – w pierwszym swoim starcie w Monachium (1972) nie zaliczył żadnej wysokości w finale; cztery lata później w Montrealu zdobył złoty medal, a w 1980 w Moskwie zajął drugie miejsce. Dwukrotny halowy mistrz Europy oraz srebrny medalista uniwersjady.

## Życiorys
Syn Ignacego i Cecylii z d. Grzmil. Urodził się w Żarach w robotniczej rodzinie. W 1969 ukończył w rodzinnym mieście technikum samochodowe, a w 1978 został absolwentem poznańskiej Akademii Wychowania Fizycznego. Trzynaście razy stawał na podium (w tym 5 razy na jego najwyższym stopniu) mistrzostw Polski seniorów. W latach 1972–1985 19 razy bronił barw narodowych w meczach międzypaństwowych, odnosząc w nich 6 zwycięstw indywidualnych. Czterokrotny rekordzista Polski. 29 maja 1976 podczas zawodów ligi lekkoatletycznej wraz z Władysławem Kozakiewiczem wynikiem 5,62 ustanowił rekord Europy, a 8 lutego 1976 w Warszawie pobił halowy rekord świata wynikiem 5,56. W 1976 roku zajął piąte miejsce w plebiscycie Przeglądu Sportowego, a w 1980 w tymże plebiscycie był ósmy. W 2009 roku zajął drugie miejsce wśród tyczkarzy w konkursie na najlepszych zawodników 90-lecia Polskiego Związku Lekkiej Atletyki przegrywając jedynie z Władysławem Kozakiewiczem.
Jego żoną była Danuta Ślusarska z domu Jakubiec (1953-2009). Zginął, wraz z Władysławem Komarem, 17 sierpnia 1998 w wypadku samochodowym niedaleko Wolina.
Posiadał tytuł i odznakę Zasłużony Mistrz Sportu, odznaczony Złotym Krzyżem Zasługi, Krzyżem Kawalerskim Orderu Odrodzenia Polski oraz pośmiertnie Krzyżem Oficerskim Orderu Odrodzenia Polski (1998).

## Kariera sportowa

### Początki
Sport zaczął uprawiać w czasie nauki w szkole podstawowej. W 1962 roku, za namową nauczyciela wychowania fizycznego Henryka Jacha, został zawodnikiem klubu MKS Sokół Żary. Początkowo startował w zawodach dzieci i młodzieży w różnych konkurencjach (biegach sprinterskich, skoku wzwyż, skoku w dal oraz czwórboju lekkoatletycznym). W latach 1964–1969 był uczniem żarskiego technikum samochodowego. W szkole tej po raz pierwszy spotkał się ze skokiem o tyczce. Jego wychowawcą szkolnym był wówczas propagator skoku o tyczce Grzegorz Kurkiewicz. Właśnie Kurkiewicz przygotował Ślusarskiego do uprawiania tej konkurencji lekkoatletycznej. Swój pierwszy skok o tyczce Ślusarki oddał na szkolnej sali gimnastycznej należącej do żarskiego technikum, uzyskując w tej próbie wysokość 2,75. W czasie małego memoriału Janusza Kusocińskiego w Poznaniu zawodnik Sokoła Żary został dostrzeżony przez ówczesnego trenera reprezentacji Andrzeja Krzesińskiego. W 1968 roku zajął 6. miejsce na europejskich igrzyskach juniorów, a wkrótce potem przeniósł się do Warszawy i rozpoczął treningi w klubie Skra.

### 1971–1975
W 1971 roku zdobył pierwszy w karierze medal mistrzostw kraju zajmując trzecie miejsce w zawodach na stadionie stołecznej Skry. Kolejny sezon przyniósł mu już tytuł mistrza Polski. 6 sierpnia 1972 w Bydgoszczy skacząc na wysokość 5,29 poprawił o 9 centymetrów należący do Wojciecha Buciarskiego oraz Tadeusza Olszewskiego rekord Polski. Dwanaście dni później – 18 sierpnia – w Warszawie poprawił ten wynik jeszcze o centymetr ustalając rekord kraju na poziomie 5,30. Swój pierwszy start w igrzyskach olimpijskich zakończył nie zaliczając żadnej próby w finale. Także w roku 1972 po raz pierwszy wystąpił w meczu międzypaństwowym (przeciwko Wielkiej Brytanii). W 1973 został wicemistrzem Polski, a rok później w szwedzkim Göteborgu osiągnął pierwszy międzynarodowy sukces wygrywając halowe mistrzostwa Europy. Kilka miesięcy później na Stadio Olimpico w Rzymie był siódmy podczas czempionatu Starego Kontynentu na otwartym stadionie. 20 czerwca 1974 wynikiem 5,42 po raz trzeci w karierze poprawił rekord Polski. Na mistrzostwach Polski w Bydgoszczy w 1975 zdobył ponownie złoty medal.

### Igrzyska Olimpijskie 1976
Sezon olimpijski zaczął się dla Ślusarskiego bardzo dobrze. Najpierw 8 lutego w Warszawie poprawił halowy rekord świata (5,65), a 29 maja w Bydgoszczy wraz z Władysławem Kozakiewiczem został rekordzistą Europy. Po tych sukcesach tyczkarz doznał kontuzji: zerwał ścięgno i skręcił stopę. Wyjazd na igrzyska do Montrealu zawdzięcza trenerowi Krzesińskiemu, który wywalczył dla niego miejsce w reprezentacji. Ślusarski nie był w Kanadzie faworytem. Eliminacje rozegrano 24 lipca, zaś konkurs finałowy odbył się dwa dni później. Tyczkarz skakał z tzw. blokadą. W eliminacjach pokonał wysokość 5,10 i z dopiero szesnastym rezultatem awansował do finału. Podczas finału tylko trzy skoki, zaliczone w pierwszych próbach wysokości 5,20; 5,40 oraz 5,50, dały mu złoty medal. Tym ostatnim wynikiem wyrównał rekord olimpijski. Próbował jeszcze poprawić ten wynik jednak trzy próby na 5,55 były nieudane.
Poniższa tabela prezentuje start Tadeusza Ślusarskiego podczas finału olimpijskiego w Montrealu.
| 5,00 | 5,10 | 5,20 | 5,25 | 5,30 | 5,35 | 5,40 | 5,45 | 5,50 | 5,55  | Rezultat | Uwagi             |
| ---- | ---- | ---- | ---- | ---- | ---- | ---- | ---- | ---- | ----- | -------- | ----------------- |
| –    | –    | o    | –    | –    | –    | o    | –    | o    | x x x | 5,50     | rekord olimpijski |

### 1977–1979
W latach 1977–1979 Ślusarski zdobywał srebrne medale mistrzostw Polski seniorów. Podczas rozgrywanej w Sofii w 1977 roku uniwersjady zajął drugie miejsce przegrywając tylko z kolegą z reprezentacji Władysławem Kozakiewiczem. Rok później w Mediolanie zdobył drugie w karierze złoto halowego czempionatu Starego Kontynentu. Zupełnie nie udał mu się występ, w Pradze na mistrzostwach Europy (1978) gdzie nie zaliczył żadnej wysokości w eliminacjach i nie został sklasyfikowany. W kolejnym sezonie był drugi w zawodach półfinału pucharu Europy ulegając tylko reprezentantowi RFN Güntherowi Lohre.

### Igrzyska Olimpijskie 1980
W 1980 roku sezon zaczął od nieudanego startu w halowych mistrzostwach Europy, podczas których nie zaliczył żadnej wysokości w finale. Podczas zawodów na stadionie Łużniki 28 lipca Ślusarski ex aequo ze swoim reprezentacyjnym kolegą Mariuszem Klimczykiem wygrał skokiem na wysokość 5,40 eliminacje. Finał skoku o tyczce odbywał się tego samego dnia – dziesiątego dnia igrzysk, podczas których Polacy nie zdobyli jeszcze złotego medalu. W olimpijskim finale podobnie jak cztery lata wcześniej w Montrealu zaliczył tylko trzy wysokości: 5,35; 5,55 oraz 5,65. Ostatnią z tych wysokości udało mi się przeskoczyć w ostatniej próbie wyrównując tym samym rekord olimpijski. Ostatecznie Ślusarski był drugi ex aequo z zawodnikiem ZSRR Konstantinem Wołkowem, a zawody wygrał Władysław Kozakiewicz z wynikiem 5,78 (był to nowy rekord świata).
Poniższa tabela prezentuje start Tadeusza Ślusarskiego podczas finału olimpijskiego w Moskwie.
| 5,15 | 5,25 | 5,35 | 5,45 | 5,50 | 5,55 | 5,60 | 5,65  | 5,75  | Rezultat |
| ---- | ---- | ---- | ---- | ---- | ---- | ---- | ----- | ----- | -------- |
| –    | –    | o    | –    | –    | o    | –    | x x o | x x x | 5,65     |

### Po 1981
Po igrzyskach w Moskwie Ślusarski nie odniósł już żadnych znaczących międzynarodowych sukcesów w sporcie poza zajęciem 4. miejsca w 1983 roku podczas pierwszych w historii mistrzostw świata. W 1983 roku wystąpił także w halowych mistrzostwach Europy oraz finale pucharu Europy. W 1985 po raz ostatni reprezentował Polskę w meczu międzypaństwowym (przeciwko Włochom), a w 1986 roku w Grudziądzu zdobył swój ostatni medal mistrzostw Polski (brązowy). Karierę zakończył w 1988 roku.

## Po zakończeniu kariery

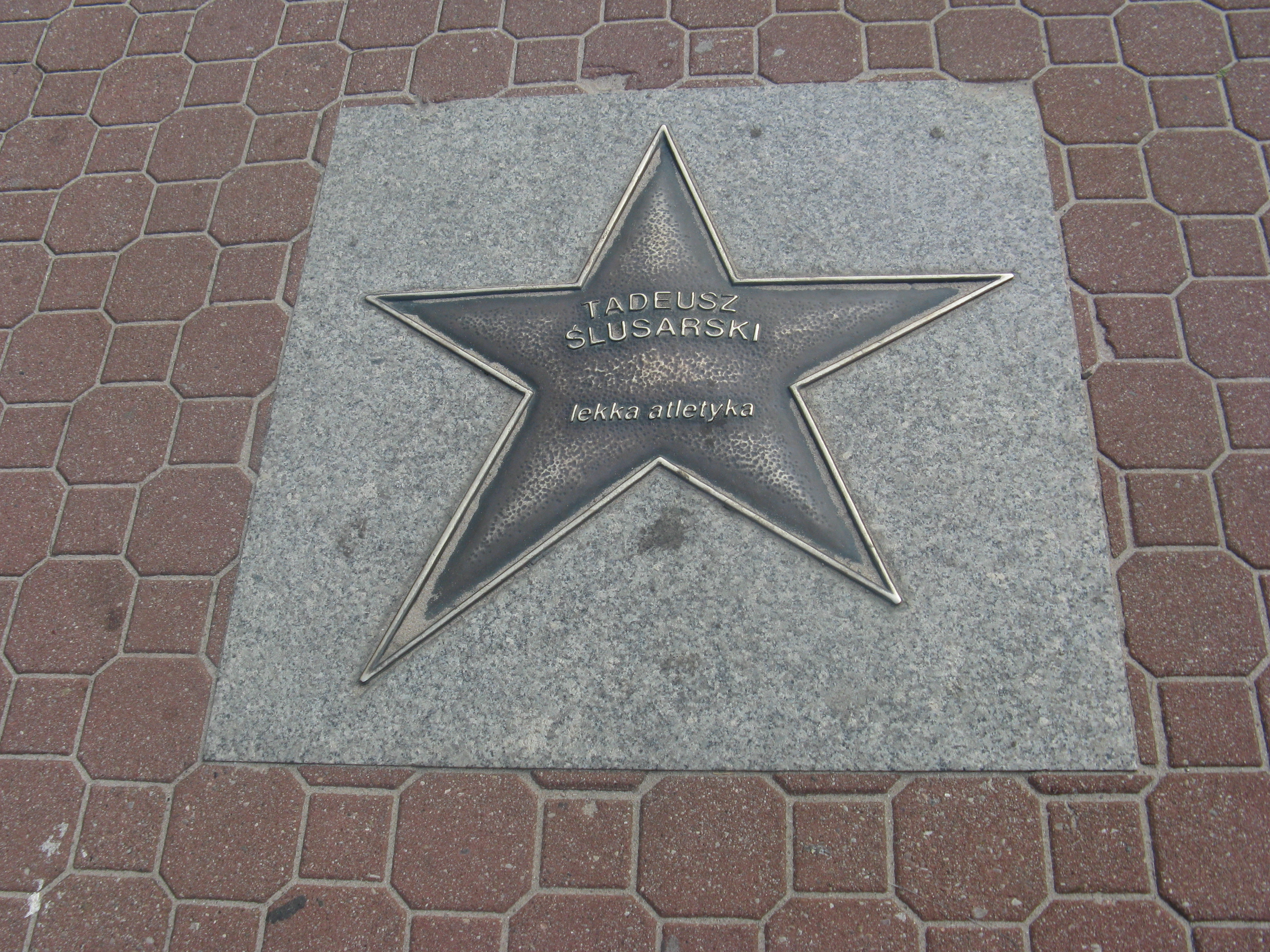
Gwiazda w Alei Gwiazd Sportu we Władysławowie

Karierę sportową zakończył w 1988 roku mając 38 lat. Decyzję o zaprzestaniu czynnego uprawiania skoku o tyczce przekładał wiele lat. W ostatnich latach kariery wyjechał do Szwecji, aby trenować, a jednocześnie pracować. Po powrocie do Polski był trenerem w Skrze oraz w lokalnym klubie w Otwocku, gdzie mieszkał. W tej podwarszawskiej miejscowości pracował jako nauczyciel wf-u w miejscowym liceum im. Gałczyńskiego.

### Śmierć, pogrzeb, upamiętnienie

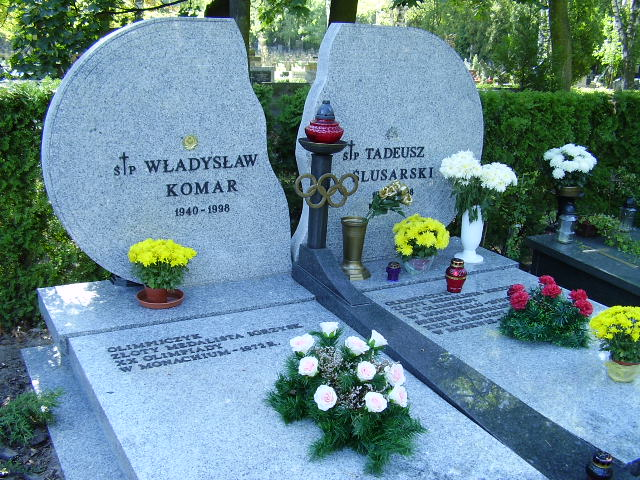
Grób Władysława Komara i Tadeusza Ślusarskiego na Cmentarzu Wojskowym na Powązkach w Warszawie

Zginął 17 sierpnia 1998 w wypadku samochodowym na drodze krajowej nr 3 (E65), pomiędzy Przybiernowem a Brzozowem, w powiecie goleniowskim, razem z innym znanym sportowcem, mistrzem olimpijskim z Monachium 1972 w pchnięciu kulą Władysławem Komarem. Trzecią ofiarą wypadku był prowadzący drugi samochód Jarosław Marzec, reprezentant Polski w biegu na 400 m. W miejscu gdzie rozbił się samochód Komara i Ślusarskiego ustawiono pomnik pamięci wybitnych sportowców (53°46′45,3″N 14°46′39,0″E/53,779249 14,777497). Imieniem tragicznie zmarłego tyczkarza nazwano stadion Startu Otwock oraz przylegającą do niego ulicę. Został pochowany wraz z Władysławem Komarem na warszawskich Powązkach (kwatera A3 tuje-3-26). W jego rodzinnych Żarach oraz w Otwocku odbywają się tyczkarskie memoriały im. Tadeusza Ślusarskiego.
W 2022 r. na jednej ze ścian bloku zlokalizowanego przy ul. Sportowej 8 w Otwocku powstał mural z sylwetką Tadeusza Ślusarskiego. Autorem jest Tomasz Smieszkoł
.

## Osiągnięcia

### Imprezy międzynarodowe
| Rok  | Impreza                       | Miejsce      | Pozycja     | Wynik |
| ---- | ----------------------------- | ------------ | ----------- | ----- |
| 1968 | Europejskie igrzyska juniorów | Lipsk        | 6. miejsce  | 4,20  |
| 1972 | Igrzyska olimpijskie          | Monachium    | –           | NM    |
| 1974 | Halowe mistrzostwa Europy     | Göteborg     | 1. miejsce  | 5,35  |
| 1974 | Mistrzostwa Europy            | Rzym         | 7. miejsce  | 5,20  |
| 1976 | Igrzyska olimpijskie          | Montreal     | 1. miejsce  | 5,50  |
| 1977 | Uniwersjada                   | Sofia        | 2. miejsce  | 5,50  |
| 1978 | Halowe mistrzostwa Europy     | Mediolan     | 1. miejsce  | 5,45  |
| 1978 | Mistrzostwa Europy            | Praga        | –           | NM    |
| 1979 | Półfinał pucharu Europy       | Lüdenscheid  | 2. miejsce  | 5,40  |
| 1980 | Halowe mistrzostwa Europy     | Sindelfingen | –           | NM    |
| 1980 | Igrzyska olimpijskie          | Moskwa       | 2. miejsce  | 5,65  |
| 1982 | Mistrzostwa Europy            | Ateny        | 12. miejsce | 5,35  |
| 1983 | Halowe mistrzostwa Europy     | Budapeszt    | 5. miejsce  | 5,50. |
| 1983 | Finał pucharu Europy          | Londyn       | 5. miejsce  | 5,20  |
| 1983 | Mistrzostwa świata            | Helsinki     | 4. miejsce  | 5,55  |

### Mistrzostwa Polski seniorów

#### Stadion
Tadeusz Ślusarski czternaście razy startował w finale mistrzostw Polski seniorów – nigdy nie zajął gorszego miejsca niż czwarte (poza podium znalazł się w 1985 roku). W klasyfikacji wszech czasów mistrzostw Polski Ślusarski zajmuje piąte miejsce mając w dorobku 5 złotych, 5 srebrnych oraz 3 brązowe medale.
| Mistrzostwa Polski | Pozycja    | Wynik |
| ------------------ | ---------- | ----- |
| Warszawa 1971      | 3. miejsce | 4,70  |
| Warszawa 1972      | 1. miejsce | 5,30  |
| Warszawa 1973      | 2. miejsce | 5,32  |
| Warszawa 1974      | 1. miejsce | 5,40  |
| Bydgoszcz 1975     | 1. miejsce | 5,30  |
| Bydgoszcz 1977     | 2. miejsce | 5,45  |
| Warszawa 1978      | 2. miejsce | 5,50  |
| Poznań 1979        | 2. miejsce | 5,40  |
| Zabrze 1981        | 2. miejsce | 5,55  |
| Lublin 1982        | 1. miejsce | 5,30  |
| Bydgoszcz 1983     | 1. miejsce | 5,65  |
| Lublin 1984        | 3. miejsce | 5,50  |
| Bydgoszcz 1985     | 4. miejsce | 5,30  |
| Grudziądz 1986     | 3. miejsce | 5,20  |

#### Hala
Tyczkarz ma w dorobku siedem krążków halowych mistrzostw Polski (w tym 4 złote) – w klasyfikacje wszech czasów tej imprezy zajmuje piąte miejsce.
| Mistrzostwa Polski | Pozycja    | Wynik |
| ------------------ | ---------- | ----- |
| Katowice 1974      | 2. miejsce | 5,20  |
| Warszawa 1976      | 1. miejsce | 5,56  |
| Zabrze 1978        | 1. miejsce | 5,52  |
| Zabrze 1980        | 3. miejsce | 5,30  |
| Warszawa 1983      | 1. miejsce | 5,55  |
| Zabrze 1984        | 1. miejsce | 5,55  |
| Zabrze 1986        | 3. miejsce | 5,55  |

## Progresja wyników
Progresja wyników Tadeusza Ślusarskiego w poszczególnych latach kariery.
| Wiek | Rezultat | Data             | Miejsce        |
| ---- | -------- | ---------------- | -------------- |
| 16   | 3,40     | 1966             |                |
| 17   | 4,20     | 1967             |                |
| 18   | 4,50     | 15 sierpnia 1968 | Livorno        |
| 19   | 4,60     | 21 czerwca 1969  | Warszawa       |
| 20   | 4,80     | 31 maja 1970     | Warszawa       |
| 21   | 5,00     | 25 lipca 1971    | Warszawa       |
| 22   | 5,35     | 18 sierpnia 1972 | Warszawa       |
| 23   | 5,32     | 12 września 1973 | Warszawa       |
| 24   | 5,42     | 20 czerwca 1974  | Warszawa       |
| 25   | 5,35     | 30 sierpnia 1975 | Warszawa       |
| 26   | 5,62     | 29 maja 1976     | Bydgoszcz      |
| 27   | 5,55     | 5 czerwca 1977   | Bydgoszcz      |
| 28   | 5,60     | 30 maja 1978     | Grudziądz      |
| 29   | 5,50     | 8 czerwca 1979   | Bratysława     |
| 30   | 5,65     | 9 czerwca 1980   | Warszawa       |
| 31   | 5,55     | 26 czerwca 1981  | Poznań         |
| 32   | 5,60     | 7 lipca 1982     | Mediolan       |
| 33   | 5,70     | 26 sierpnia 1983 | Bruksela       |
| 34   | 5,50     | 24 czerwca 1984  | Lublin         |
| 35   | 5,62     | 8 lipca 1985     | Recklinghausen |
| 36   | 5,25     | 1986             |                |
| 37   | 5,40     | 21 lipca 1987    | Turku          |
| 38   | 5,40     | 4 maja 1988      | Tokio          |
| 47   | 4,50     | 5 czerwca 1997   | Poznań         |

## Rekordy życiowe
| Konkurencja                     | Rezultat | Data             | Miejsce  | Uwagi                                                            |
| ------------------------------- | -------- | ---------------- | -------- | ---------------------------------------------------------------- |
| Skok o tyczce – zawody pokazowe | 5,71     | 7 września 1983  | Bolonia  |                                                                  |
| Skok o tyczce – stadion         | 5,70     | 26 sierpnia 1983 | Bruksela | Memorial Van Damme – 11. wynik w historii polskiej lekkoatletyki |
| Skok o tyczce – hala            | 5,62     | 10 lutego 1983   | Wiedeń   |                                                                  |